# Rendufe (Ponte de Lima)
Rendufe era una freguesia portuguesa del municipio de Ponte de Lima, distrito de Viana do Castelo.

## Historia
Fue suprimida el 28 de enero de 2013, en aplicación de una resolución de la Asamblea de la República portuguesa promulgada el 16 de enero de 2013 al unirse con las freguesias de Labrujó y Vilar do Monte, formando la nueva freguesia de Labrujó, Rendufe e Vilar do Monte.